# Eupithecia gelidata
Eupithecia gelidata là một loài bướm đêm thuộc họ Geometridae. Nó được tìm thấy ở miền bắc Bắc Mỹ, Greenland, miền bắc Nga, Scandinavia và bắc Trung Âu.
Sải cánh dài 17–22 mm. Có một lứa một năm con trưởng thành bay từ tháng 6 đến giữa tháng 7.
Ấu trùng ăn Rhododendron tomentosum nhưng có thể cả các loài thực vật khác, do người ta thấy loài này có cả ở Na Uy và Thụy Điển nơi R. tomentosum không có mặt. Ấu trùng có thể tìm thấy từ giữa tháng 7 đến tháng 8. Nó qua đông trong giai đoạn nhộng.

## Phụ loài
- Eupithecia gelidata gelidata
- Eupithecia gelidata hyperboreata Staudinger, 1861 (châu Âu, miền bắc Nga, Greenland)